# IC 1212
IC 1212 ist eine kompakte Galaxie vom Hubble-Typ C im Sternbild Drache am Nordsternhimmel. Sie ist schätzungsweise 442 Millionen Lichtjahre von der Milchstraße entfernt und hat einen Durchmesser von etwa 65.000 Lichtjahren.
Im selben Himmelsareal befinden sich u. a. die Galaxien NGC 6111 und NGC 6135.
Das Objekt wurde am 22. Juni 1889 von Lewis Swift entdeckt.